# الباكستانيون في السعودية
الباكستانيون في المملكة العربية السعودية هم المواطنون الباكستانيون الذين يعشون في المملكة العربية السعودية على الرغم من أنهم ولدوا خارج المملكة العربية السعودية، أو هم من مواليد المملكة العربية السعودية، ولكن لديهم جذور باكستانية. من الجذور الباكستانية، قد يعني هذا أن الجذور ترتبط بباكستان، أو الشتات الباكستاني. ويقدر عددهم حسب تعداد 2022 ب  1,814,678 مليون

## الثقافة
هناك العديد من المطاعم والمتاجر والأنشطة الثقافية في المملكة العربية السعودية التي تلبي احتياجات المغتربين الباكستانيين. في جدة، ربما تعتبر حي العزيزية أفضل مكان للحصول على الأطعمة والمتاجر الباكستانية. هناك جالية باكستانية ضخمة تعيش هناك بسبب قربها من المدرسة الباكستانية في جدة. الشرفية ومنطقة بغداد هي مناطق أخرى بها عدد كبير من الباكستانيين الذين يعيشون هناك.

## التعليم
هناك مدارس باكستانية في المدن الكبرى في المملكة العربية السعودية، لتلبية متطلبات التعليم، تُعرف باسم المدارس الدولية ويأتي اسم المدينة بعد مكان المدرسة. يتابعون المناهج الوطنية الباكستانية بصرف النظر عن المدرسة الباكستانية الدولية (قسم اللغة الإنجليزية)، جدة، والتي تتبع المنهج البريطاني.
الرياض: المدرسة الباكستانية الدولية، الرياض - أكبر مدرسة تلبي احتياجات الباكستانيين في الرياض.
جدة: المدرسة الباكستانية الدولية، جدة، والمدرسة الباكستانية الدولية (قسم اللغة الإنجليزية)، جدة.
الجبيل: مدرسة باكستان الدولية، الجبيل.
الطائف: المدرسة الباكستانية الدولية، الطائف.
الأحساء: المدرسة الباكستانية الدولية، الأحساء.
الخبر: المدرسة الباكستانية الدولية، الخبر.
المدينة المنورة: مدرسة المدينة العقيق الدولية، المدينة المنورة هناك العديد من المدارس الخاصة التي تلبي الاحتياجات التعليمية الأخرى للطلاب.

## الباكستانيون البارزون في المملكة العربية السعودية
- في عام 1957، أصبح المغترب الباكستاني أنور علي حاكم مؤسسة النقد العربي السعودي، الذي جاء إلى البلاد في مهمة صندوق النقد الدولي والذي شغل هذا المنصب كخليفة للملك فيصل حتى وفاته، في عام 1974.[3]

- نواز شريف قضى ثماني سنوات في المنفى الذاتي باتفاق مع برويز مشرف وسعد الحريري.
- اللواء رحيل شريف - رئيس أركان الجيش السابق، باكستاني يشغل حاليا منصب قائد القوات الإسلامية المشتركة، المملكة العربية السعودية.

### مواطنون سعوديون من أصل باكستاني
- غلام أكبر خان نيازي، طبيب عسكري.[4]
- محمد عمر شابرا[5]

## الإبعاد
خلال أربعة أشهر، قامت المملكة العربية السعودية بإعادة ما لا يقل عن 40000 باكستاني بسبب تورط عدد من المواطنين الباكستانيين بسبب إصدار التأشيرة وانتهاك قواعد الإقامة والعمل. في التقرير، تم ترحيل 250000 باكستاني في بلدان مختلفة خلال ثلاث سنوات. منهم 131643 تم ترحيلهم من المملكة العربية السعودية.

## الإعلام
تستهدف أردو نيوز الباكستانيين الذين يعيشون في المملكة العربية السعودية، وتوفر لهم الأخبار بلغتهم الأم، الأردية.